# Microdon robinsoni
Microdon robinsoni är en tvåvingeart som beskrevs av Charles Howard Curran 1928. Microdon robinsoni ingår i släktet myrblomflugor, och familjen blomflugor. Inga underarter finns listade i Catalogue of Life.